# Кудряшов, Александр Фёдорович
Александр Фёдорович Кудряшов (16 апреля 1989, Бугульма, Татарская АССР, СССР) — российский футболист.

## Карьера
Воспитанник ДЮСШ ОО ФК «Алнас» Альметьевск.
Первый клуб — «Алнас» Алметьевск. Позже выступал за «Арсенал» Нефтекамск и татарстанские клубы «Нефтехимик» и Нефтяник (Бугульма).
В 2010 году перешёл в «Динамо» Киров, однако играл там немного.
В 2011 году уехал в Таджикистан и стал игроком ФК «Истиклол», за три года в этом клубе собрал медали чемпионата Таджикистана всех достоинств. С 2014 года игрок футбольного клуба «Шахтёр» (Прокопьевск).

## Достижения
- Чемпион Таджикистана: 2011
- Серебряный призёр чемпионата Таджикистана: 2013
- Бронзовый призёр чемпионата Таджикистана: 2012